# Shiga Mitsuko
Shiga Mitsuko (jap. 四賀 光子, bürgerlich: Ōta Mitsu (太田 みつ); * 21. April 1885 in der Präfektur Nagano; † 23. März 1976) war eine japanische Schriftstellerin.
Shiga arbeitete zunächst als Lehrerin. Sie lernte in dieser Zeit den Dichter Ōta Mizuho kennen und begann selbst Tanka-Verse zu schreiben. Ab 1906 studierte sie an der Mädchennormalschule Tokio (heute: Ochanomizu-Frauenuniversität). Nach dem Abschluss des Studiums heiratete sie 1910 Ōta.
Sie unterrichtete an einer Mädchenschule und wurde Mitarbeiterin der Tanka-Zeitschrift Chōon (潮音), die Ōta 1915 gründete. Nach dem Tod Ōtas 1955 übernahm sie mit ihrem Sohn Ōta Seikyu die Herausgabe der Zeitschrift. Von 1957 bis 1965 war sie außerdem für die Auswahl der Gedichte für die Neujahreslesung am Kaiserlichen Hof verantwortlich.
Neben mehreren Gedichtbänden, u. a. Fuji no Mi (藤の実), Asa Tsuki (朝月), Asa Ginu (麻ぎぬ), veröffentlichte Shiga auch literaturwissenschaftliche Schriften wie Waka Dokuhon (和歌読本) und Dentō to Gendai Waka (伝統と現代和歌), sowie den Essayband Kamakura Zakki (鎌倉雑記).